# Urbach (Menteroda)
Urbach  is een dorp in de Duitse gemeente Menteroda in het Unstrut-Hainich-Kreis in Thüringen. Het dorp wordt voor het eerst genoemd in een oorkonde uit 876. Het dorp werd in 1996 toegevoegd aan Menteroda.